# The Turn of the Screw (téléfilm, 2004)
Pour l’article homonyme, voir Le Tour d'écrou.

The Turn of the Screw (Le Tour d'écrou) est un téléfilm britannique réalisé pour la BBC par Katie Mitchell en 2004. C'est une adaptation filmée de l'opéra de Benjamin Britten  The Turn of the Screw.

## Distribution
- Miles : Nicholas Kirby Johnson
- Flora: Caroline Wise
- La gouvernante : Lisa Milne
- Quint : Mark Padmore
- Mrs Grose : Diana Montague
- Miss Jessel: Catrin Wyn Davies

## Synopsis
Peu de temps après sa nouvelle prise de fonctions, la gouvernante surprend un inconnu qui l'observe lors d'une promenade dans le parc.
L’intendante Mrs Grose révèle à la gouvernante fraichement recrutée que sa devancière Mlle Jessel et le jeune Miles passaient beaucoup de temps le jour et la nuit avec l’ancien valet décédé Peter Quint. Celui-ci les aimait beaucoup. 
L’esprit de Peter Quint revient fréquemment dans les rêves de Miles et l’enfant fait tout pour le rejoindre. Il en est empêché par la gouvernante.
Mais la jalousie sentimentale, voire pédophile, que la gouvernante éprouve pour Miles, va la conduire à « tuer » le garçon.

## Récompenses et distinctions
- Gagnant du meilleur film de fiction - Vienne TV Award 2004
- DVD du MOIS de Gramophone (Mai 2005)
- Sélection DVD de la BBC Music Magazine (Mai 2005)
- Classic FM BEST BUY (Mai 2005)